# آنتیب
شهر آنتیب (به فرانسوی: Antibes) در شهرستان آلپ-ماریتیم در ناحیه پروانس آلپ-کوت دازور با جمعیت ۷۵٬۸۲۰ نفر در کشور فرانسه واقع شده‌است